# Уницын, Антон Сергеевич
Антон Уницын (род. 20 октября 1986, Новосибирск, СССР) — российский фотожурналист, документальный фотограф, член Союза фотохудожников России.

## Биография
Учился в среднем общеобразовательном интернате, в классе с физико-математическим уклоном. Увлекался киберспортом. В 2009 году окончил Новосибирский государственный университет по специальности физика биологических систем. Пять лет проработал в ИХКГ СО РАН. Соавтор научных статей. После окончания университета поступил в аспирантуру, но не доучился. Со второго курса аспирантуры ушёл в профессиональную фотографию, став корреспондентом пресс-службы НГУ, а затем фриланс-фотографом. Публиковался в таких изданиях как Русский Репортёр, Эксперт, Неизвестная Сибирь, Forbes, The Guardian, The Telegraph и Time. В 2015 году стал лауреатом Стипендии Правительства РФ для молодых деятелей культуры и искусства. Преподаёт фоторепортаж на факультете журналистики НГУ.

## Награды
- Благодарность Президента Российской Федерации (24 января 2024 года) — за залуги в научно-педагогической деятельности, подготовку квалифицированных специалистов и многолетнюю добросовестную работу[9]
- 2015 — Победитель всероссийского фотоконкурса «Молодые фотографы России»[10];
- 2015 — Первое место в номинации «серия фотографий» всероссийского конкурса «Точка на карте»[11][12];
- 2016 — Award of Excellence в номинации «Feature picture story — newspaper» конкурса 73rd Pictures of the year international (POYi)[13][14][15][16].